# Марион-Дюфрен, Марк Жозеф

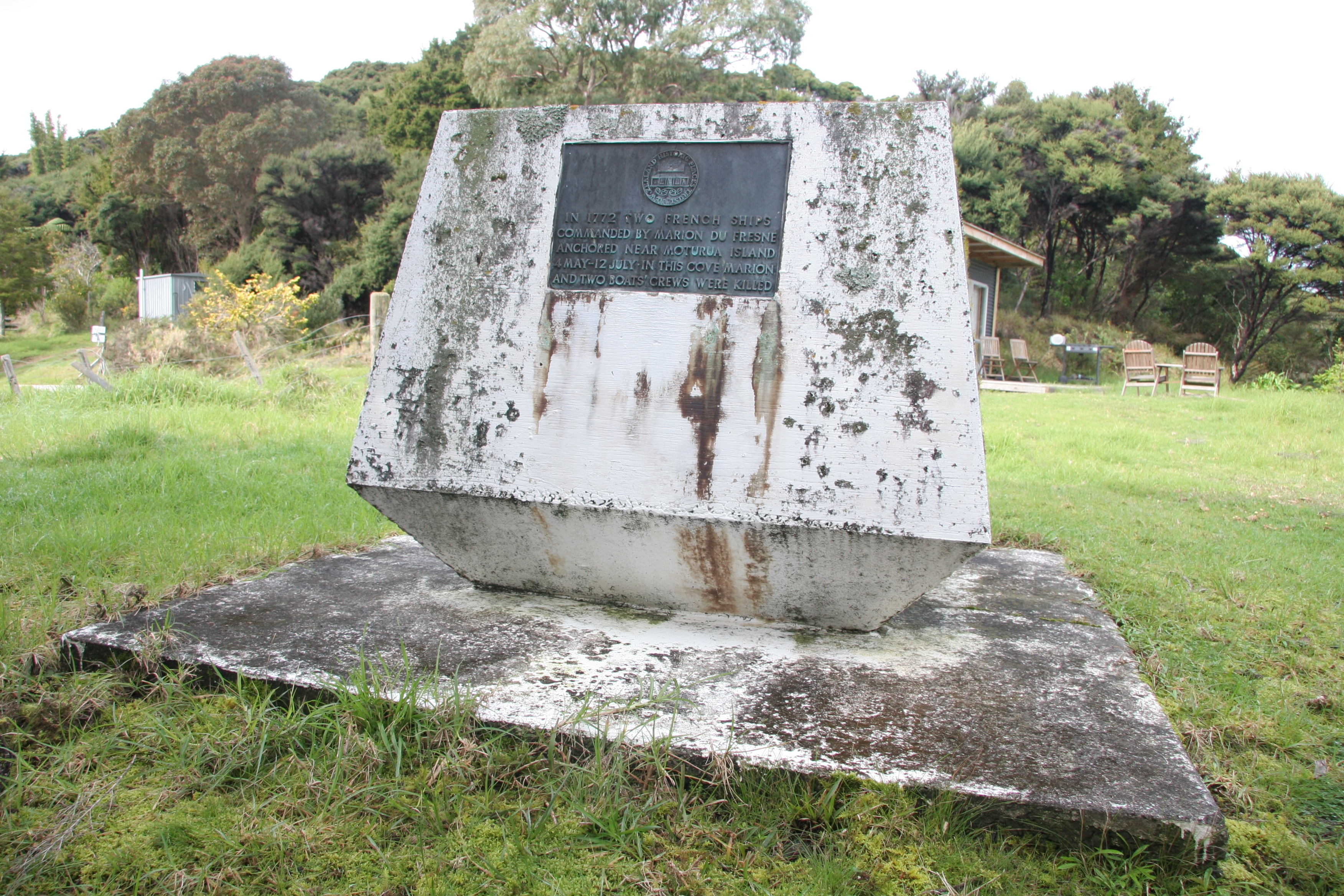
Памятный знак на месте гибели Марион-Дюфрена и его спутников.

Марк-Жозе́ф Марио́н Дюфре́н (Marc-Joseph Marion Dufresne, Marc Joseph Marion du Fresne, Marc Macé Marion du Fresne; 1724—1772) — французский мореплаватель, родом из Сен-Мало, с 11 лет состоявший на службе Французской Ост-Индской компании. Известен тем, что высадился в Новой Зеландии и объявил её владением французской короны, но не смог поладить с маори и был убит ими.

## Биография
Отец Мариона-Дюфрена занимался каперством, был судовладельцем и владел солидной долей во Французской Ост-Индской Компании. Именно на одно из принадлежавших компании судов он и отправил работать 11-летнего сына. Марион принимал участие в Австрийской и Семилетней войнах прежде чем обосноваться на Маврикии, которым тогда управлял Пьер Пуавр. Убедив последнего выделить в его распоряжение два фрегата, Марион пустился в октябре 1771 году на поиски южного континента и, выйдя с Маврикия, направились в район острова Буве. Пройдя вдоль африканского побережья, капитан изменил курс, повернув на юго-восток. Во время этой экспедиции Марион заново открыл острова Принс-Эдуард и впервые открыл острова Крозе, которые назвал Южными, полагая, что они являются преддверием искомого континента. Через четыре года Джеймс Кук установил, что острова никакого отношения к Антарктиде не имеют, но в память о первооткрывателе назвал один из них именем Марион.
После открытия архипелагов экспедиция Марион-Дюфрена прошла вдоль берега Тасмании (предположительно, в поисках строевого леса для ремонта кораблей), и в марте 1772 года подошла к берегам Новой Зеландии, где моряки стали рыбачить в одной из бухт и, как предполагают, тем самым нарушили туземное табу.
Также возможно, что туземные вожди с самого начала планировали нападение на французов, желая завладеть их оружием, и ждали выгодного момента (по стечению обстоятельств суда попали в ту же бухту, где в декабре 1769 года другой французский капитан — Ж. Ф. Сюрвиль (фр.) — в отместку за украденную шлюпку сжег несколько хижин).
12 июня 1772 года, когда Марион и его 26 спутников находились в шлюпке, на них напали воины маори. Французы были убиты, а их тела — съедены. В ту же ночь на лагерь моряков напало не менее сотни туземцев, команде едва удалось отбиться, многие были ранены. На следующий день уже несколько сотен туземцев возобновили атаку. При этом на некоторых нападавших можно было разглядеть одежду Мариона-Дюфрена и других не вернувшихся матросов. Атаку отбили лишь пушечными выстрелами с кораблей. Когда нападавших рассеяли, матросы вошли в деревню. Там, они обнаружили кострища и части тел своих товарищей, которые каннибалы еще не успели доесть. В отместку французы сожгли деревню маори и перебили до 250 её жителей.

## Память
Подробное описание обстоятельств его смерти приводится в романе Жюля Верна «Дети капитана Гранта». На месте гибели Мариона установлен памятный знак. Его именем назван один из островов Принс-Эдуард и высочайшая вершина островов Крозе. В честь капитана назван крупный французский исследовательский корабль «Marion Dufresne II» (1995), который предназначен для материального обеспечения ФЮАТ (Французские Южные и Антарктические территории) и выполнения океанографических исследований.